# Ludia delegorguei
Ludia delegorguei är en fjärilsart som beskrevs av Jean Baptiste Boisduval 1847. Ludia delegorguei ingår i släktet Ludia och familjen påfågelsspinnare. Inga underarter finns listade i Catalogue of Life.